# Roberta Alexander

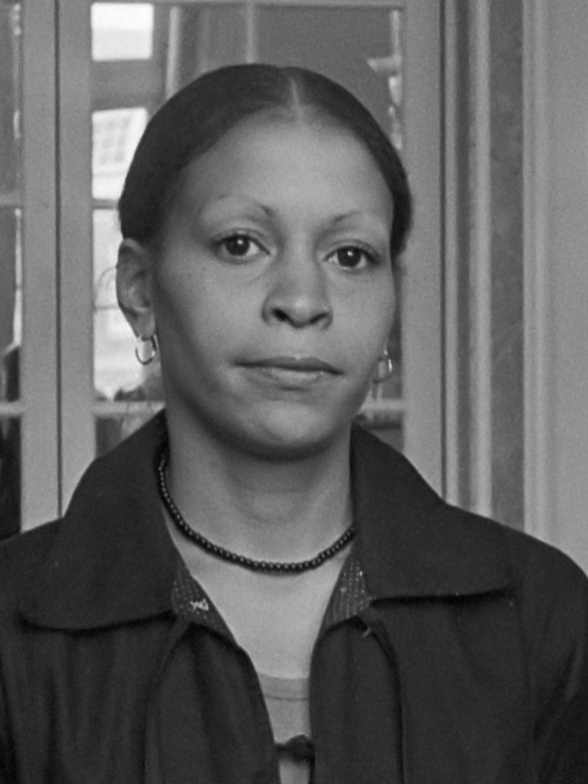
Roberta Alexander (1976)

Roberta Alexander (* 3. März 1949 in Lynchburg, Virginia, USA) ist eine US-amerikanische Opernsängerin (Sopran).

## Leben
Roberta Alexander ist in einer Musikerfamilie aufgewachsen. 1969 begann sie ihr Studium an der University of Michigan in Ann Arbor und ab 1971 mit Hermann Woltman am Royal Conservatory of Music.
Sie debütierte 1980 als Pamina an der Houston Grand Opera. In Europa hatte sie ihr Debüt am 5. Juni 1982 in der Komischen Oper in Berlin als „Mimi“ (Inszenierung: Harry Kupfer, Musikalische Leitung: Rolf Reuter). Im gleichen Jahr sang sie in Zürich die Elettra in Mozarts Oper Idomeneo. Nach der folgenden Tour durch Europa ging sie 1983 nach New York an die Metropolitan Opera. Hier sang sie in den folgenden Jahren große Rollen wie Mimi in Puccinis La Bohème, die Rolle der Fiordiligi in Mozarts Oper Così fan tutte oder die Rolle der Donna Anna in Don Giovanni. In der Folgezeit ging sie wieder nach Europa, zunächst ans Royal Opera House Covent Garden. Danach sang sie an allen wichtigen Opernhäusern in Berlin, Hamburg, Wien, Zürich und Venedig. Weitere Engagements folgten an New Yorks Carnegie Hall, am Wiener Musikverein, Londons Wigmore Hall und am Concertgebouw in Amsterdam. Seit 1972 wohnt sie in den Niederlanden.